# Хенкель фон Доннерсмарк, Флориан
Флориа́н Мария Георг Кристиан граф Хенкель фон Доннерсмарк (нем. Florian Maria Georg Christian Graf Henckel von Donnersmarck; род. 2 мая 1973 года, Кёльн, Германия) — немецкий кинорежиссёр, продюсер, сценарист. Наиболее известен фильмами «Жизнь других» («Оскар» за лучший фильм на иностранном языке) и «Турист».

## Биография
Детство и юность провёл в Нью-Йорке, Берлине, Франкфурте и Брюсселе.
В 1977 году в Нью-Йоркском музее современного искусства Флориан увидел свой первый в жизни кинофильм — немецкую мелодраму «Варьете» (вместо ожидаемого «Доктора Дулиттла»). Этот опыт режиссёр упоминает как пробуждение интереса к кинематографу.
В 1991 году изучал русский язык и литературу в Ленинграде, получив специальность «преподаватель русского языка как иностранного». С 1993 по 1996 годы получил учёные степени по политологии, философии и экономике в Новом колледже Оксфордского университета. Практиковался у режиссёра Ричарда Аттенборо. Затем поступил в Университет телевидения и кино в Мюнхене, где в своё время учились такие разные режиссёры, как Вим Вендерс и Роланд Эммерих.
Первый полнометражный фильм Хенкеля фон Доннерсмарка «Жизнь других», над которым он работал на протяжении трёх лет, включая создание сценария, съёмки и окончательный монтаж, получил в 2006 году премию Европейской киноакадемии за лучший фильм, лучшего актёра и лучший сценарий, награду Ассоциации кинокритиков Лос-Анджелеса за лучший иностранный фильм, а также был номинирован на премию «Золотой глобус». 25 февраля 2007 года удостоен премии «Оскар» за лучший фильм на иностранном языке.
В 2007 году фон Доннерсмарк стал одним из 115 новых членов Академии кинематографических искусств и наук.
Его следующий фильм «Турист», который фон Доннерсмарк создал за 11 месяцев (объяснив это желанием отдохнуть от тяжёлой предшествующей работы), был лёгким романтическим триллером с Анджелиной Джоли и Джонни Деппом в главных ролях. Фильм получил три номинации на «Золотой глобус», столько же — на Teen Choice Awards, а также Redbox Movie Award. Картина собрала 278 миллионов долларов США в мировом кинопрокате при бюджете в 100 миллионов долларов и стала «международным хитом». Критики в целом приняли фильм негативно: на Rotten Tomatoes только 20 % положительных отзывов (33 из 168) со средним рейтингом 4,3/10.
Осенью 2018 года вышел третий полнометражный фильм режиссёра «Работа без авторства» (нем. Werk ohne Autor) с Томом Шиллингом в главной роли, снятый в Германии. Картина была номинирована на премию «Оскар» за лучший фильм на иностранном языке и лучшую работу оператора (Калеб Дешанель).

## Семья
Флориан — младший сын графа Лео-Фердинанда Хенкель фон Доннерсмарка, бывшего президента немецкого отделения Мальтийского ордена, и Анны Марии фон Берг, прямой наследницы генерала Гебхарда Леберехта фон Блюхера, князя Вальштадского, который вместе с герцогом Веллингтонским одержал победу над Наполеоном в битве при Ватерлоо. Он имеет немецкое и австрийское гражданство. Его дядя, Грегор Хенкель фон Доннерсмарк, — почётный аббат цистерцианского монастыря Хайлигенкройц, расположенного в Венском Лесу. На протяжении месяца Флориан работал там над первым черновиком сценария «Жизни других».
Состоит в браке с Кристианой Асшенфельдт, бывшим исполнительным директором некоммерческой организации Creative Commons. Они проживают в Лос-Анджелесе и имеют трёх детей. Известен своим очень высоким ростом — 205 см.

## Фильмография

### Режиссёр
- 1997 — Полночь (Mitternacht, короткометражный)
- 1998 — Дата (Das Datum, короткометражный)
- 1999 — Доберман (Dobermann, короткометражный)
- 2002 — Тамплиер (Der Templer, короткометражный)
- 2003 — Шок большого города / Маленькие городские легенды (Großstadt Schocker / Petits mythes urbains, режиссёр эпизода)
- 2006 — Жизнь других
- 2010 — Турист
- 2018 — Работа без авторства
- TBA — Отдушина

### Сценарист
- 1997 — Полночь
- 2006 — Жизнь других
- 2010 — Турист
- 2018 — Работа без авторства

### Монтажёр
- 1997 — Полночь
- 1999 — Доберман

### Продюсер
- 1997 — Полночь
- 2006 — Жизнь других

## Влияние
В 2010 году в интервью газете The Guardian режиссёр Говард Дэйвис назвал фон Доннерсмарка художником, чьим творчеством он восхищается.
После встречи на Всемирном экономическом форуме в Давосе журналист издания National Review Джей Нордлингер охарактеризовал фон Доннерсмарка как «одного из самых впечатляющих людей этой планеты».
Результатом крупнейшего европейского исследования общественного мнения «The Europe List» в 2013 году стал список трёх лучших европейских фильмов всех времён, куда попала картина фон Доннерсмарка «Жизнь других». Вместе с ней в этом списке были названы «Жизнь прекрасна» режиссёра Роберто Бениньи и «Амели» Жан-Пьера Жёне.
В декабре 2012 года Лидский университет провел двухдневный симпозиум, посвящённый работам фон Доннерсмарка, на котором прозвучали доклады 11 профессоров со всего мира, включая Девида Батрика (Корнеллский университет), Эрика Рентшлера (Гарвардский университет) и Джейми Фишера (Калифорнийский университет в Дэвисе). Председательствующий Пол Кук из Лидского университета представил доклад «Диалог Хенкель фон Доннерсмарка с Голливудом: от „Жизни Других“ к „Туристу“», в котором исследовал использование фон Доннерсмарком в киноленте «Турист» «европейской культурной перспективы для совершенствования, а не критики базовых ценностей голливудского жанрового кинематографа», также описывая фильм как «осознанное отторжение любой голливудской лихорадочности». Доклады были изданы в виде книги издательством De Gruyter в июне 2013 года. Лекция, прочтённая Доннерсмарком в Кембриджском университете 10 октября 2008 года, и его представление профессором Полом Куком были добавлены в виде первой главы.

## Награды и достижения
Четырёхминутный фильм «Доберман», снятый фон Доннерсмарком в 1999 году по собственному сценарию во время прохождения практики, был показан на более чем 40 кинофестивалях по всему миру и получил множество наград, среди которых премия имени Макса Офюльса и премия студии Universal Studios в номинации «Шокирующий короткометражный фильм».
За первый полнометражный фильм «Жизнь других» как режиссёр и сценарист получил более 40 международных наград, в том числе и премию «Оскар» 2007 года в номинации «Лучший фильм на иностранном языке».
Лауреат Ордена Искусств и литературы Франции.
 Кавалер ордена «За заслуги» земли Бавария.
 Кавалер ордена «За заслуги» земли Северный Рейн — Вестфалия.
В 2011 году альма-матер фон Доннерсмарка — Оксфордский университет — включил режиссёра в список 100 самых знаменитых выпускников последних десяти веков. В этот список также попали Иоанн Дунс Скот, Уильям Оккам, Эразм Роттердамский, Томас Мор, Джон Локк, Кристофер Рен, Адам Смит, Лоуренс Аравийский, Оскар Уайльд, Джон Рональд Руэл Толкин, а также современные выпускники университета — Руперт Мёрдок, Билл Клинтон и Стивен Уильям Хокинг. На обложке своей брошюры 2011 года университет назвал именами лучших выпускников улицы исторической части Оксфорда. Улица Аппер Окспенс Роад в брошюре была переименована в честь Флориана Хенкеля фон Доннерсмарка.

## Призы и номинации
- 2019 — номинация на «Оскар» за лучший фильм на иностранном языке (Работа без авторства)
- 2011 — два приза и три номинации Teen Choice Award (Турист)
- 2011 — три номинации на премию «Золотой глобус» (Турист)
- 2009 — золотая медаль «За заслуги» Общества Данте Алигьери
- 2008 — четыре номинации BAFTA (Жизнь других)
- 2008 — приз «Сезар» (Жизнь других)
- 2007 — «Оскар» (Жизнь других)
- 2007 — награда Общества кинокритиков Нью-Йорка (Жизнь других)
- 2006 — две премии Европейской киноакадемии за лучший фильм и лучший сценарий (Жизнь других)
- 2006 — премия Deutscher Filmpreis за лучший сценарий и лучшую режиссуру (Жизнь других)
- 2006 — премия фестиваля Cologne Conference за лучший сценарий (Жизнь других)
- 2000 — приз кинокомпании Universal Studios в номинации «Шокирующий короткометражный фильм» (Доберман)
- 2000 — приз кинофестиваля имени Макса Офюльса (Доберман)